# Rocca di Cave
Rocca di Cave est une commune italienne de la ville métropolitaine de Rome Capitale, dans la région Latium.

## Géographie
La ville se situe sur les monts Prénestiens.

## Administration
| Période                                  | Période | Identité | Étiquette | Qualité |
| ---------------------------------------- | ------- | -------- | --------- | ------- |
|                                          |         |          |           |         |
| Les données manquantes sont à compléter. |         |          |           |         |

### Communes limitrophes
Capranica Prenestina, Castel San Pietro Romano, Cave, Genazzano, Palestrina.